# Trnovec Bartolovečki
Trnovec Bartolovečki (středisko nazývané pouze Trnovec) je hustě obydlené sídlo a správní středisko stejnojmenné opčiny v Chorvatsku ve Varaždinské župě. Nachází se asi 5 km východně od Varaždinu. V roce 2011 žilo v Trnovci 4 185 obyvatel, v celé opčině pak 6 884 obyvatel. Trnovec Bartolovečki je de facto předměstím Varaždinu.
V opčině se nachází celkem šest trvale obydlených sídel.
- Bartolovec – 749 obyvatel
- Šemovec – 916 obyvatel
- Štefanec – 412 obyvatel
- Trnovec – 4 185 obyvatel
- Zamlaka – 445 obyvatel
- Žabnik – 177 obyvatel

Územím opčiny procházejí státní silnice D2 a D530 a župní silnice Ž2022, Ž2053 a Ž2054. Jihovýchodně prochází dálnice A4, na níž se u vesnice Zamlaka nachází exit 3. Severně se nachází Varaždinské jezero, skrz které protéká řeka Dráva, na níž se na území opčiny nachází vodní elektrárna Čakovec, a dále pak jezero Motičnjak. Jižně od Trnovce protéká také řeka Plitvica. V Trnovci se nachází katolický kostel Matky Boží Sněžné.